# Успенка (Павлодарская область)
Успенка (каз. Успен) — село в Успенском районе Павлодарской области Казахстана. Административный центр Успенского сельского округа. Код КАТО — 556430100.

## Географическое положение
Расположено в Кулундинской степи в 96 км северо-восточнее от областного центра — города Павлодара. Ближайшая железнодорожная станция Тузкала находится в 25 км.

## История
Успенское селение было основано переселенцами в 1909 году на бывшей заимке Ожерельева в урочище Уялы и первоначально до 1915 года называлось Ожерельевкой. По настоянию местных жителей село было переименовано в связи с праздником Успение Пресвятой Богородицы в Успенку. Входило в состав Белоцерковской волости Павлодарского уезда Семипалатинской области, с 1923 года — Октябрьской волости. В 1928 году село вошло в состав Цюрупинского района, с 1935 года — административный центр Лозовского района, с 1963 года — Успенского района.
Успенка была центральной усадьбой бывшего молочного колхоза имени Ленина, основанного в 1929 году как колхоз имени Сталина, в 1961 году переименованного в честь Ленина.
Житель села Успенка, генерал-майор танковых войск Кузьма Александрович Семенченко был удостоен звания Героя Советского Союза. В доме, где он жил, установлена мемориальная доска. Гвардии старший сержант Максим Иванович Милевский был удостоен звания Героя Советского Союза. В Успенке установлен обелиск воинам, погибшим в годы Великой Отечественной войны и бюсты Кузьмы Семенченко и Максима Милевского.

## Население
В 1985 году в селе проживало 6980 человек.В 1999 году население села составляло 5160 человек (2575 мужчин и 2585 женщин). По данным переписи 2009 года, в селе проживало 4067 человек (1924 мужчины и 2143 женщины).
На начало 2019 года население села составило 3810 человек (1857 мужчин и 1953 женщины).